# Pseudodictamnus
Pseudodictamnus, biljni rod iz porodice usnača rasprostranjen od Mediterana do Irana, te po dijelovima Afrike. Njegove vrste su uključivane i u rod Ballota, ali se preporuča prepoznavanje pet rodova u plemenu Marrubieae, te je i priznat

## Vrste
1. Pseudodictamnus acetabulosus (L.) Salmaki & Siadati
2. Pseudodictamnus africanus (L.) Salmaki & Siadati
3. Pseudodictamnus aucheri (Boiss.) Salmaki & Siadati
4. Pseudodictamnus bullatus (Pomel) Salmaki & Siadati
5. Pseudodictamnus damascenus (Boiss.) Salmaki & Siadati
6. Pseudodictamnus hirsutus (Willd.) Salmaki & Siadati
7. Pseudodictamnus hispanicus (L.) Salmaki & Siadati
8. Pseudodictamnus inaequidens (Hub.-Mor. & Patzak) Salmaki & Siadati
9. Pseudodictamnus latibracteolatus (P.H.Davis & Doroszenko) Salmaki & Siadati
10. Pseudodictamnus macedonicus (Vandas) Salmaki & Siadati
11. Pseudodictamnus mediterraneus Salmaki & Siadati
12. Pseudodictamnus rotundifolius (K.Koch) Salmaki & Siadati
13. Pseudodictamnus undulatus (Benth.) Salmaki & Siadati